# 263 Dresda
A 263 Dresda a Naprendszer kisbolygóövében található aszteroida. Johann Palisa fedezte fel 1886. november 3-án.